# Lebaea
Lebaea (en grec, Λεβαίη) fou una antiga ciutat de Macedònia, que fou la residència dels primers reis del país. És esmentada per Heròdot.
Es desconeix la seua ubicació exacta.